# Augochloropsis anesidora
Augochloropsis anesidora là một loài Hymenoptera trong họ Halictidae. Loài này được Doering mô tả khoa học năm 1875.